# Verticordia minutiflora
Verticordia minutiflora är en myrtenväxtart som beskrevs av Ferdinand von Mueller. Verticordia minutiflora ingår i släktet Verticordia och familjen myrtenväxter. Inga underarter finns listade i Catalogue of Life.